# Tito Aprea
Tito Aprea, född 1904, död 1989, var en italiensk pianist, musikvetare och kompositör.